# الأرشيف الأزرق
الأرشيف الأزرق ( (باليابانية: ブルーアーカイブ
) ; (بالكورية: 블루 아카이브)  ; (بالصينية: 蔚蓝档案) ) هي لعبة مجانية للعب الأدوار تم إنشاؤها بواسطة ألعاب نيكسون. تم إصداره لأول مرة بواسطة يوستار في عام 2021 في اليابان قبل أن يتوسع عالميًا في وقت لاحق من العام بواسطة نيكسون. أنت تلعب دور المدرب في اللعبة ويجب عليك أن تفعل كل ما في وسعك لإنقاذ كيفوتوس من الخطر. تحتوي اللعبة على مسلسل أنمي تم بثه لأول مرة في اليابان في أبريل 2024. يمكن تشغيله على نظامي آي أو إس وأندرويد.

## طريقة اللعب
أساسيات اللعبة هي أنه يمكنك تشكيل وتعبئة ستة شخصيات، أربعة مهاجمين واثنين من العروض الخاصة. يمكنك استخدام كمية كبيرة من المواد لتحسين شخصيتك ومهاراتك.
.
يبدأ القتال عندما تكون الشخصية على اتصال وثيق مع عدو على مرمى البصر. أثناء القتال، تطلق الشخصيات المهاجمة هجمات أوتوماتيكية ويمكنها الاختباء خلف الأشياء لإنقاذ الصحة. لا يمكن للشخصيات الخاصة الدخول مباشرة في القتال، ولكن يمكنها زيادة حالة الركود لدى بعض المهاجمين والعمل كوحدات دعم. يمكنك استخدام المهارات التي تتطلب نوعًا من العملة القابلة للتجديد ويمكن استخدامها مرارًا وتكرارًا. يخرج الطلاب من المعركة عبر طائرة هليكوبتر إذا فقدوا كل نقاط الصحة.
يمكنك الحصول على المزيد من الطلاب من نظام gacha عبر العملة داخل اللعبة والتي يمكن الحصول عليها من خلال عمليات الشراء داخل التطبيق أو من خلال استكمال المستويات والحملات والمهام.

## قصة

### جلسة
تدور أحداث اللعبة في دولة مدينة تدعى كيفوتوس والتي أسستها مجموعة كبيرة من الأكاديميات. كل شخصية لها هالات لتوفير المناعة. تحكمها منظمة فيدرالية تُعرف باسم مجلس الطلاب العام (GSC)، والتي تقوم بعملياتها من برج سانكتوم. هناك ثلاث مدارس، مدرسة الألفية للعلوم، ومدرسة ترينيتي العامة، وأكاديمية جيهينا.
يستدعي رئيس GSC لاعبك، المعلم المشار إليه باسم سينسي، كمستشار لـ شال. ثم تشرع في الاختفاء، مما يتسبب في ظهور مخاطر غير معروفة من الداخل، ويجب عليك، بصفتك المدرب، أن تفعل ما يلزم لوقف المخاطر.

## التطوير والإنتاج
تم الإعلان عن اللعبة لأول مرة في فبراير 2020 بواسطة ألعاب نات
(الآن العاب نيكسون) باسم مشروع إم إكس. كان من المقرر تخصيصه في نفس العام ولكن تم تعريفه إلى 4 فبراير 2021.
أكمل إعادة نشر اللعبة أخيرًا عالميًا في أغسطس من نفس العام. تخطت عدد تحميلات اللعبة أكثر من مليون تسجيل عندما صدرت في يناير 2021.
ثم تم إصدار لعبة يوستار في الصين في أغسطس 2023.

## وسائط

### أنيمي

#### الأرشيف الأزرق للرسوم المتحركة
تم الإعلان عن تعديل المسلسل في يناير 2023. تم إنتاجه من قبل إستوديو يوستار بيكتشرز و صندوق الحلويات وإخراج دايجو ياماغيشي. تم إصدار المسلسل لأول مرة في اليابان في 8 أبريل 2024 على تلفزيون طوكيو والشركات التابعة له. حصلت ميديالينك على ترخيص المسلسل في منطقة جنوب شرق آسيا. على الرغم من ذلك، لم يتم ترخيص الأنمي مطلقًا على مستوى العالم ويظل غير مرخص إلى حد كبير في العديد من المناطق.
الرسوم المتحركة تحتوي على أربع حلقات فقط حتى الآن.

### موسيقى
تستخدم الموسيقى التصويرية للعبة الموسيقى الإلكترونية بشكل أساسي، وتختلف موسيقى الموضوع حسب المنطقة.
تم استخدام "صباح واضح" بواسطة يوي أوجورا للنسخة اليابانية، وتم استخدام "قماش أزرق" بواسطة كلاريس للنسخة الصينية، وتم استخدام "الهدف من أجل الحب" بواسطة لي جين آه للنسخة الدولية.

## التأثير الثقافي والاستقبال
وحظيت اللعبة بشعبية هائلة بعد أقل من بضعة أشهر من إطلاقها، خاصة في منطقة جنوب شرق آسيا، بما في ذلك اليابان وكوريا الجنوبية.
في نهاية المطاف، أصبح العديد من فناني المانغا ورسامي الرسوم المتحركة اليابانيين معجبين باللعبة، ومن بينهم آكي هاماجي، مؤلف لعبة بوكي الصخرة! والامتياز الخاص بها.

#### الجائزة (الجوائز)
وفقًا لـ برج الاستشعار، حصلت اللعبة على أفضل قصة، أفضل بكثير منا لقدر/الأمر الكبير و هونكاي: ستار رايل من بين آخرين.

## روابط خارجية
- الموقع الرسمي
 (باليابانية)
- الموقع الرسمي
 (بالإنجليزية)
- الموقع الرسمي
 (باليابانية)
- Blue Archive's channel on YouTube

قالب:Gangan Online